# 三沢寛一
三沢 寛一（みさわ かんいち、1882年（明治15年）9月1日 - 1968年（昭和43年）7月15日）は、日本の文部・内務官僚、政治家、北海道札幌市長、山形県知事、島根県知事、札幌観光協会長。

## 来歴・人物
長野県上伊那郡沢岡村（現伊那市）に三沢八百吉の二男として生まれる。旧制松本中学（現長野県松本深志高等学校）、第一高等学校を経て、1907年、京都帝国大学法科大学卒業。1908年11月、文官高等試験行政科試験に合格して文部省（現在の文部科学省）に入省し、専門学務局属となる。
文部省で4年間勤務したのち、東北帝国大学事務官を経て1912年に29歳で東北帝国大学農科大学（のちの北海道大学）の初代事務官に就任（当時の学長は佐藤昌介）。法学講師嘱託もこなした。その後、宮城県理事官、広島県理事官、千葉県警察部長、兵庫県産業部長、宮城県内務部長、愛知県書記官・内務部長、福岡県書記官・内務部長などを歴任。山形県知事、名古屋市助役、島根県知事を歴任。1931年12月18日に島根県知事を休職。1932年2月5日、依願免本官となり退官した。
1937年、札幌市長に就任。1945年、札幌市長を退任した。後任は上原六郎。
市長在任中は1940年開催予定であった札幌オリンピックの開催返上、円山町との合併、札幌飛行場の設置、函館市を抜いて北海道内人口1位を史上初めて達成するなど重要事業を担った。ほかに、札幌観光協会の会長、大日本体育会北海道札幌市支部長などを務めた。
戦後、公職追放を経てから、その後帰郷して、信濃宮奉賛会長となり宗良親王の顕彰を行った。

## 略歴
- 1926年 - 1927年 山形県知事
- 1931年 - 島根県知事
- 1937年 - 1945年 札幌市長

## 栄典
- 1940年（昭和15年）11月10日 - 紀元二千六百年祝典記念章[11]

## 著作
- 述『教育行政法要義』広島県私立教育会、1916年。
- 編『吏道経典』小山書店、1940年。
- 『天皇制護持論』玄文社、1946年。
- 『国民信念:国家天皇及愛国心』錦正社、1964年。

## 親族
- 長男 三沢正生（東北大学農学部教授）[2]